# Tiefental bei Königsbrück
Das Naturschutzgebiet Tiefental bei Königsbrück liegt im Landkreis Bautzen in Sachsen. Es erstreckt sich nördlich und nordöstlich von Gräfenhain, einem Ortsteil der Stadt Königsbrück, entlang der Pulsnitz. Am nördlichen Rand des Gebietes verläuft die S 100, nordwestlich die B 97 und östlich die S 104.

## Bedeutung
Das rund 86 ha große Gebiet mit der NSG-Nr. D 8 wurde im Jahr 1990 unter Naturschutz gestellt.